# Robert Newton
Robert Newton (Shaftesbury, Dorset, 1 de juny de 1905 - Beverly Hills, Califòrnia, 25 de març de 1956) va ser un actor anglès de cinema i teatre. Al costat d'Errol Flynn, Newton va ser el més popular dels actors entre l'audiència juvenil de la dècada del 1940 i principi del 1950, principalment entre els britànics. La seva interpretació més coneguda va ser la de John Silver a Treasure island, encara que també va destacar en pel·lícules com Oliver Twist i El pirata Barbanegra. La seva vida personal es va veure marcada per la seva addicció a l'alcohol. Va morir d'un infart de cor.

## Filmografia principal
- 1937: Fire Over England de William Howard
- 1939: Jamaica Inn d'Alfred Hitchcock: James Trehearne
- 1940: Gaslight de Thorold Dickinson: Vincent Ullswater
- 1940: Vint-i-un dies junts (21 Days) de Basil Dean
- 1941: Hatter's Castle de Lance Comfort
- 1941: Major Barbara de Gabriel Pascal
- 1944: This Happy Breed de David Lean
- 1944: Enric V (The Chronicle History of King Henry the Fift with His Battell Fought at Agincourt in France) de Laurence Olivier: Pistol
- 1947: Oliver Twist de David Lean: Bill Sikes
- 1947: Llarga és la nit (Odd Man Out) de Carol Reed: Lukey
- 1948: Sang a les mans (Kiss the Blood Off My Hands) de Norman Foster: Harry Carter
- 1950: Treasure Island de Byron Haskin: Long John Silver
- 1952: Les Misérables de Lewis Milestone: Etienne Javert
- 1952: El pirata Barbanegra (Blackbeard the Pirate) de Raoul Walsh: Barbanegra'
- 1952: Androcles and the Lion de Chester Erskine i Nicholas Ray: Ferrovius
- 1953: The Desert Rats de Robert Wise
- 1954: The High and the Mighty de William A. Wellman
- 1956: La volta al món en vuitanta dies (Around the World in Eighty Days) de Michael Anderson: Mr Fix